# Anna Blaman
Anna Blaman, cuyo nombre real era Johanna Petronella Vrugt, (Róterdam, 31 de enero de 1905 - Róterdam, 13 de julio de 1960) fue una escritora y poeta neerlandesa.
Hija de Pieter Jacob Vrugt y Johanna Karolina Wessels,  nació en Róterdam. Estudió francés y trabajó en la enseñanza de este idioma en una escuela secundaria. Vivió la mayor parte de su vida en la casa de su madre.
Empezó a publicar poemas en las revistas literarias Criterium y Helikon. En 1941, se publicó su primera novela Vrouw en vriend, seguida de Eenzaam avontuur en 1948, De kruisvaarder en 1950 y dos libros de cuentos, Ram Horna en 1951 y Overdag en 1957. La novela Op leven en dood se publicó en 1954.  Recibió el Premio P. C. Hooft en 1956.
El seudónimo de «Anna Blaman» tal vez se derivase del nombre de Alie Bosch, una enfermera que atendió a Vrugt por una enfermedad de riñón. La autora se enamoró de Bosch; aunque esta se fue a vivir con un profesor de danza, más tarde se volvieron a reunir.
Su última novela, De verliezers, se publicó póstumamente en 1974.
Vrugt falleció en Róterdam a la edad de cincuenta y cinco años de una embolia cerebral.
Como figura pública era abiertamente homosexual, y con su actitud ayudó a abrir puertas a las lesbianas neerlandesas.
La película neerlandesa del año 1990  Spelen of sterven se basó en una de sus obras.

## Publicación (en inglés)
- Anna Blaman: A matter of life and death  Traducida por Adrienne Dixon ; introducción por Egbert Krispyn. Nueva York, Twayne, 1974. |ISBN 0-8057-3441-4